# جوشوا راش
جوشوا راش (بالإنجليزية: Joshua Rush)‏ هو ممثل وناشط أمريكي ولد في 14 ديسمبر 2001، أشتهر لدوره في مسلسل آندي ماك.

## روابط خارجية
- جوشوا راش على موقع IMDb (الإنجليزية)
- جوشوا راش على موقع روتن توميتوز (الإنجليزية)
- جوشوا راش على موقع ألو سيني (الفرنسية)
- جوشوا راش على موقع قاعدة بيانات الفيلم (الإنجليزية)